# Annual Review of Fluid Mechanics
Annual Review of Fluid Mechanics est une revue scientifique annuelle internationale à comité de lecture publiée par Annual Reviews. Elle couvre tous les domaines relatifs à la mécanique des fluides. Publiée en anglais, son facteur d'impact en 2022 est 25.29 selon le Journal Citation Reports, qui la place au premier rang des revues « Mechanics » et « Physics, Fluids and Plasmas ».

## Liens
- (en) « Site du journal papier »
- (en) « Site du journal en ligne »